# Сидорин, Леонтий Леонтьевич
Лео́нтий Лео́нтьевич Сидо́рин (1852—1918) — российский военный деятель, генерал от инфантерии, участник Русско-турецкой войны 1877—1878 годов.

## Биография
Родился 12 июня 1852 года, происходил из дворян Области Войска Донского. Образование получил в Подольской гимназии. 9 августа 1871 года был зачислен в 1-е военное Павловское училище, из которого выпущен 10 августа 1873 года прапорщиком. Сразу же поступил на дополнительный курс Михайловского артиллерийского училища, после прохождения которого в 1874 году был назначен в 14-ю артиллерийскую бригаду и 14 ноября 1874 года произведён в подпоручики.
Произведённый 9 декабря 1876 года в поручики 1-й батареи 14-й артиллерийской бригады Сидорин в 1877—1878 годах принимал участие в кампании против Турции на Балканском театре.
В битве на Шипке 3 сентября его батарея нанесла особенно большие потери неприятелю. В этом сражении командир этой батареи флигель-адъютант князь Мещерский был убит в самом начале боя. Поручик Сидорин принял после его смерти начальство над 1-й батареей. В тот момент, когда его батарея не могла стрелять по атакующим из-за бруствера, Сидорин под градом пуль выкатил орудия из ложементов на удобное место, и удачными выстрелами картечью рассеял несколько турецких колонн, начинавших атаку всегда с большой стройностью и отвагой. В этом бою поручик Сидорин получил две раны и был вынесен с поля боя. 16 декабря 1877 года он был награждён орденом св. Георгия 4-й степени
В воздаяние за отличие в деле при нападении Турок на наши позиции на Шипкинском перевале, 5 Сентября 1877 года, где картечным огнём неоднократно способствовал отбитию неприятельских атак.
После ранения Сидорин был эвакуирован в Россию на лечение и 26 декабря 1877 года произведён в штабс-капитаны. По возвращении на службу он поступил в Николаевскую академию Генерального штаба, которую окончил в 1884 году по 2-му разряду.
С 7 ноября 1888 года Сидорин отбывал цензовое командование ротой в 60-м пехотном Замосцком полку, при этом он 14 ноября был формально назначен старшим адъютантом штаба 8-й кавалерийской дивизии, ещё через пять дней произведён в капитаны. 30 августа 1891 года он был произведён в подполковники с причислением к Генеральному штабу, где получил должность столоначальника. 11 сентября 1892 года был назначен штаб-офицером при управлении 53-й пехотной резервной бригады. 4 апреля 1895 года произведён в полковники. С 2 мая по 2 сентября 1896 года отбывал цензовое командование батальоном в 133-м пехотном Симферопольском полку. С 20 февраля по 26 ноября 1902 года командовал 258-м пехотным резервным Сухумским полком, а затем состоял в распоряжении начальника Главного штаба. 26 ноября 1902 года за отличие по службе произведён в генерал-майоры (со старшинством от 6 апреля 1903 года).
17 января 1904 года Сидорин был назначен начальником штаба 8-го армейского корпуса и принимал участие в русско-японской войне. С 16 февраля по 17 июня 1905 года состоял в распоряжении командующего 2-й Маньчжурской армией, а после того получил должность начальника 1-й Восточно-Сибирской (затем 1-й Сибирской) стрелковой дивизии. 30 июля 1907 года был произведён в генерал-лейтенанты (со старшинством от 31 мая того же года).
8 февраля 1914 года Сидорин был назначен командиром 5-го Сибирского армейского корпуса, и в этой должности встретил начало Первой мировой войны. 6 апреля 1914 года произведён в генералы от инфантерии. В боях под Лодзью Сидорин, несмотря на то что сумел избежать окружения 5-го Сибирского армейского корпуса германским корпусом Макензена, проявил себя неудачно и в декабре 1914 года был отрешён от должности с зачислением в резерв чинов. С 21 марта 1915 года он был членом Александровского комитета о раненых.
После Октябрьской революции Сидорин уехал на Дон. В начале февраля 1918 года он был захвачен большевиками в станице Аксайской и обвинён в связях с корниловцами. Расстрелян 15 февраля (по старому стилю).

## Награды
Среди прочих наград Сидорин имел ордена:
- Орден Святого Станислава 3-й степени с мечами и бантом (1877 год)
- Орден Святой Анны 3-й степени с мечами и бантом (1877 год)
- Орден Святого Георгия 4-й степени (16 декабря 1877 года)
- Орден Святого Станислава 2-й степени (1882 год)
- Орден Святой Анны 2-й степени (1888 год)
- Орден Святого Владимира 4-й степени с бантом (1899 год)
- Орден Святого Владимира 3-й степени (1901 год)
- Орден Святого Станислава 1-й степени (1904 год, мечи к этому ордену пожалованы в 1905 году)
- Орден Святой Анны 1-й степени с мечами (1906 год)
- Орден Святого Владимира 2-й степени (6 декабря 1911 года)
- Орден Белого орла (6 декабря 1915 года)